# Кохання в 41042 році
«Кохання в 41 042 році» (рум. «O iubire din anul 41.042») — румунський науково-фантастичний романтичний роман Серджіу Фаркашана 1958 року. Вперше вийшов під псевдонімом Крішан Феджерашу в липні-серпні 1958 року.
Роман перекладено словацькою, французькою, німецькою та італійською мовами.

## Композиція
1. Передмова;
2. Частина I. Олс слідує за «Ноєвим ковчегом»;
3. Частина II. Друге зіткнення;
4. Частина III. Союзники в штурмі думки;
5. Частина IV. Два дерева;
6. Епілог.

## Персонажі
- Оповідач — персонаж, який живе близько 50 000 років.
- Міль — великий класик міжпланетного телебачення.
- Олс — адміністратор Землі, має романтичні стосунки з Лу в 41 042 році.
- Мілс — науковець.
- Лу — щасливчик, що вижив з Ноєвого ковчега, має романтичні стосунки з Олсом.
- Тім — вцілілий з Ноєвого ковчега.

## Переклади
У 1961 році його перекладено на словацьку і він вийшов у видавництві Mladé letá у Братиславі. Роман переклала Мілота Шидлова.
У 1963 році його переклав французькою мовою Моріс Флореско і він вийшов у видавництві Francais Réunis.
У 1964 році Валентин Лупеску переклав її німецькою мовою та видав у Volk & Welt, що в Берліні.
У 1967 році його переклали італійською Валеріо Ріва та Енріко Чіконья і він вийшов у журналі Fantasesso, червень 1967 року
У жовтні 2004 та у квітні 2007 років його було перевидано французькою мовою у видавництві EONS у збірці Futurs, № 16.

## Адаптації
У 1961 році румунський художник-графік Раду Дулдуресу створив за мотивами цього роману комікс під назвою «41 042 рік» (рум. «Anul 41 042»). Разом з іншим коміксом Дулдуресу, заснованим на науково-фантастичному творі, «Планета Мрина на тривозі, 41 042 рік» (рум. «Planeta Mrina în alarmă, Anul 41.042») з'явився в журналі «Red Tie».